# Saint-Amand-de-Belvès
Saint-Amand-de-Belvès är en kommun i departementet Dordogne i regionen Nouvelle-Aquitaine i sydvästra Frankrike. Kommunen ligger i kantonen Belvès som tillhör arrondissementet Sarlat-la-Canéda. År 2018 hade Saint-Amand-de-Belvès 116 invånare.

## Befolkningsutveckling
Antalet invånare i kommunen Saint-Amand-de-Belvès
Referens:INSEE